# Контвил ан Терноа
Контвил ан Терноа (фр. Conteville-en-Ternois) насеље је и општина у североисточној Француској у региону Север-Па д Кале, у департману Па де Кале која припада префектури Арас.
По подацима из 2011. године у општини је живело 88 становника, а густина насељености је износила 38,43 становника/km². Општина се простире на површини од 2,29 km². Налази се на средњој надморској висини од 147 метара (максималној 156 m, а минималној 85 m).

## Демографија
| 1962. | 1968. | 1975. | 1982. | 1990. | 1999. | 2011. |
| ----- | ----- | ----- | ----- | ----- | ----- | ----- |
| 110   | 118   | 84    | 74    | 73    | 69    | 88    |

График промене броја становника у току последњих година